# Metzeral
Metzeral är en kommun i departementet Haut-Rhin i regionen Grand Est (tidigare regionen Alsace) i nordöstra Frankrike. Kommunen ligger i kantonen Munster som tillhör arrondissementet Colmar. År 2022 hade Metzeral 1 051 invånare.

## Befolkningsutveckling
Antalet invånare i kommunen Metzeral
| Referens: INSEE |